# Xandarovula
Xandarovula là một chi ốc biển, là động vật thân mềm chân bụng sống ở biển thuộc họ Ovulidae.

## Các loài
Các loài thuộc chi Xandarovula bao gồm:
- Xandarovula aperta (Sowerby G.B. II, 1949)[3]
- Xandarovula hyalina (Lorenz & Fehse, 2009)[4]
- Xandarovula patula (Pennant, 1777)[5]
- Xandarovula xanthochila (Kuroda, 1928)[6]